# Alingsås (stad)
Alingsås is de hoofdstad van de gemeente Alingsås in het landschap Västergötland en de provincie Västra Götalands län in Zweden. De plaats heeft 22919 inwoners (2005) en een oppervlakte van 1168 hectare.

## Verkeer en vervoer
Bij de plaats lopen de E20 en Länsväg 180.
De plaats heeft een station aan de spoorlijnen Stockholm - Göteborg, Göteborg Västgöta - Gårdsjö / Gullspång en Göteborg - Gårdsjö / Gullspång.

## Geboren
- Conny Andersson (1939), F1 autocoureur
- Gösta Pettersson (1940), wielrenner
- Tomas Pettersson (1947), wielrenner
- Johan Elmander (1981), voetballer